# Hua gaboni
Hua gaboni är en tvåhjärtbladig växtart som beskrevs av Jean Baptiste Louis Pierre och De Wild.. Hua gaboni ingår som enda art i släktet Hua och familjen Huaceae. Inga underarter finns listade i Catalogue of Life.